# Pierre-Chéri Lafont
Pour les articles homonymes, voir Lafont.
Pierre-Chéri Lafont, né le 16 mai 1797 à Bordeaux et mort le 18 avril 1873 à Paris 9e, est un comédien français.

## Biographie
Son père, commissaire-priseur, voulant faire de lui un médecin, il a d’abord effectué trois voyages au long cours, dont deux aux Indes, comme élève-médecin de marine. À vingt ans, il a laissé tomber la médecine pour monter à Paris, où il est entré dans une des classes de chant du Conservatoire.
Doué d’une belle voix de haute-contre, il se produisait en amateur, chez Doyen, où s’exerçaient alors tous les jeunes gens férus d’art dramatique. En 1822, alors qu’il était sur le point d’entrer à l’Opéra-Comique lorsque Désaugiers, qui était, depuis 1815, directeur du Vaudeville, alors situé rue de Chartres-Saint-Honoré, l’ayant vu jouer chez Doyen, l’a engagé pour remplacer Gonthier, passé au nouveau théâtre Théâtre de Madame.
Il a fait ses débuts de comédien, le 12 mai 1821, dans le rôle de Frédéric, avec La Somnambule. Sa physionomie agréable et sa voix mélodieuse le destinait aux rôles d’amoureux, en dépit d’un zézaiement qu’il est jamais parvenu à atténuer sans jamais arriver à éliminer entièrement. Son physique gracieux, avenant, souriant, sa jolie voix pour chanter rondeaux et couplets, ses manières séduisantes, sa finesse à lancer le mot, sa légèreté d’allure, lui ont attiré la faveur du public. De 1822 à 1827, il a créé Léonide, Kettly, Charles dans les Deux Cousins, la Mère au bal, le Mari par intérim, la Fiancée de Berlin, la Laitière de Montfermeil, etc.
En 1828, ayant pris, lors des dissensions entre les actionnaires du Vaudeville et le directeur Bérard, fait et cause pour ce dernier, il l’a suivi au théâtre des Nouveautés où, le 10 novembre 1828, il a créé avec grand succès le rôle titre de Jean, pièce tirée du roman éponyme de Paul de Kock. Rappelé au Vaudeville, qui le regrettait, il a fait sa rentrée, le 31 mars 1830, dans Arwed, drame nouveau, mêlée de couplets par Étienne Arago, Varin et Desvergers, révélant dans son jeu des qualités dramatiques et une sensibilité qu’on ne lui connaissait pas.
En 1829, étant allé donner des représentations à Londres, il a épousé, à Gretna Green, sa compagne de voyage, Jenny Colon, une camarade du Vaudeville. De retour en France, les nouveaux mariés, ayant compris qu’ils avaient fait une erreur de s’unir pour la vie, se sont séparés d’un commun accord en faisant judiciairement annuler cette alliance contractée sous le seul régime de la loi anglaise.
Le 21 mai, il s’est fait applaudir dans le rôle plein d’entrain et de verve du sergent Bellerose de Madame Grégoire. Tout en conservant l’emploi des amoureux, il a alors pris possession des premiers rôles, créant successivement le Dandy, le mari trompé d’Un de plus, Rosembert de Faublas, Valmont des Liaisons dangereuses, Un secret de famille, le comte Jean de Madame Dubarry, Père et Parrain, Marteau d’André, et enfin, Pierre-le-Rouge rôles très opposés de caractère de physionomie qui prouvent la flexibilité de son talent.
En 1832, il est repassé au Théâtre des Nouveautés, où il a fait, aux côtés de Potier, Volnys, Dorval, Bouffé, Odry, Vernet, Mlle Déjazet et Mme Albert, de très brillantes créations, comme le vieux sergent Austerlitz dans Catherine, ou la Croix d’or, le 2 mai 1835, en contraste avec le séducteur des Pages de Bassompierre, avant de retourner au Vaudeville. Après l’incendie de ce théâtre, dans la nuit du 17 au 18 juillet 1838, il est allé donner une série de brillantes et fructueuses représentation en province et à Londres. 
De retour à Paris, il était sur le point d’entrer au théâtre de la Renaissance, lorsque Jouslin de la Salle, qui venait d’être nommé directeur des Variétés, l’a engagé à des conditions avantageuses. Il a débuté, le 7 novembre 1839, dans le rôle du perruquier Louisville dans la comédie en 3 actes l’Amour, avant d’enchainer, avec succès, avec le rôle-titre du Chevalier de Saint-George, du Marquis du Hochet.
Pendant 15 ans au moins qu’il est demeuré à ce théâtre, il y a varié ses créations en remplissant de nombreux rôles, parmi lesquels la Nuit aux soufflets, les Deux Brigadiers, le Chevalier du guet, Une dernière conquête, et surtout le Lion empaillé, jusqu’en 1848.
Cette année-là, le 12 juillet 1848, il a épousé, très sérieusement cette fois, la danseuse Pauline Leroux, qui avait remplacé Marie Taglioni à l’Académie royale de musique. Entretemps, il est allé donner des représentations en province.
Le 16 mai 1855, il est rentré au Vaudeville de la Place de la Bourse où, le 16 mai, il a fait une brillante rentrée dans le Chevalier du Guet et le Lion empaillé. Du rôle de jeune premier, il est passé au premier rôle de comédie, d’homme assis. Son talent s’étant transformé, il a connu de nouveaux succès dans le Chemin le plus long, les Infidèles, la Famille Lambert, la Fille de M. Godard. Le 3 avril 1858, il a fait une apparition au théâtre de la Gaité dans le drame de Germaine, de Adolphe d’Ennery dans le rôle de père le vieux duc de la Tour d’Ambleteuse. 
En 1859, Montigny l’a engagé à son théâtre du Gymnase, où le départ de Bressant et de Berton père avait laissé un grand vide que Lafont a comblé en occupant le répertoire premiers rôles sceptiques, mordants, railleurs, toutes qualités qu’il possédait admirablement. Il a alors créé le Père Prodigue, de Montjoie dans la Perle noire, des Vieux garçons, de Monsieur de Camors, dans Nos Bons villageois, etc. Il est allé ensuite à la Gaité créer Germaine d’Edmond About, puis à l’Ambigu, jouer le Centenaire de d’Ennery.
La Comédie-Française avait voulu se l’attacher, pendant ses grands succès du Gymnase. Le 27 juin 1863, il a été engagé pour le 1er janvier suivant pour 15 000 Fr. par an pour l’emploi des premiers rôles et des rôles marqués. Il devait débuter par le marquis de la Seiglière, mais il a avoué par la suite qu’il avait eu peur d’entrer, à 66 ans, dans une maison « où tout était intrigue », et qu’il n’avait pas eu le courage d’affronter le péril. Par prudence, il a demandé la résiliation de son contrat et la Comédie-Française a consenti à lui en refaire faire la remise du dédit de 60 000 Fr. qui avait été fixée, moyennant l’abandon d’une somme de 600 Fr. à la Société des artistes, qu’il n’a d’ailleurs jamais payée.
Aussitôt après la guerre de 1870, il est revenu au Vaudeville pour y représenter le rôle du Prince dans le Rabagas de Victorien Sardou. Ses dernières apparitions sont la Marquise et les Beaux Messieurs de Bois Doré à l’Odéon et le Centenaire à l’Ambigu. Mort à l’apogée de son talent, il a été inhumé au cimetière de Montmartre. Selon  Louis Péricaud, il possédait, « la véritable et haute distinction du grand seigneur. » Selon Charles Monselet, « Jamais Lafont ne se montra plus brillant que sur son déclin ; jamais il ne déploya plus de grâce, plus de sensibilité, plus d’autorité. » « Distinction naturelle, excellente tenue, grâce, finesse, talent de transformation » elles étaient, selon Lyonnet, ses principales qualités.